# Liste der Kulturdenkmäler in Kalenborn (bei Kaisersesch)
In der Liste der Kulturdenkmäler in Kalenborn sind alle Kulturdenkmäler der rheinland-pfälzischen Ortsgemeinde Kalenborn aufgeführt. Grundlage ist die Denkmalliste des Landes Rheinland-Pfalz (Stand: 21. September 2023).

## Einzeldenkmäler
| Bezeichnung  | Lage                                         | Baujahr                              | Beschreibung                                              | Bild            |
| ------------ | -------------------------------------------- | ------------------------------------ | --------------------------------------------------------- | --------------- |
| Gemeindehaus | Hauptstraße 12 Lage                          | 1909                                 | alte Schule mit Lehrerwohnung, bezeichnet 1909            | BW              |
| Meilenstein  | nordöstlich des Ortes vor einer Kapelle Lage | zweites Viertel des 19. Jahrhunderts | Meilenstein, Basalt, zweites Viertel des 19. Jahrhunderts | Fotos hochladen |